# Kampung Naga

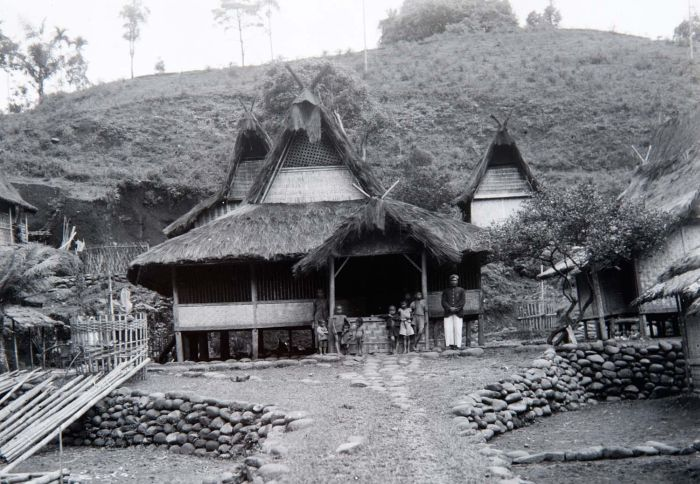
Kampung Naga (1925-1933).

Kampung Naga is een dorp gelegen in het regentschap Tasikmalaya, West-Java, Indonesië. De inwoners van Kampung Naga leven zoals hun voorouders op een traditionele wijze, zonder elektriciteit en stromend water. Hierdoor en vanwege het feit dat het op een mooie locatie is gelegen, trekt het dorp ook vele toeristen.
In 1956 werd het dorp aangevallen door moslimextremisten die het dorp grotendeels verwoestten.